# خون در ماه
خون در ماه (انگلیسی: Blood on the Moon) یک فیلم وسترن سیاه‌وسفید به کارگردانی رابرت وایز است که در سال ۱۹۴۸ منتشر شد. این فیلم مؤلفه‌های فراوانی از فیلم نوآر هم دارد.

## بازیگران
- رابرت میچام
- باربارا بل گدس
- رابرت پرستون
- والتر برنان
- فیلیس ثکستر
- فرانک فیلن
- تام تالی
- چارلز مک‌گرا
- تام تایلر
- تام کین
- کلیفتون یانگ
- باد آزبورن